# 28. август
28. август (28.08.) је 240. дан у години по грегоријанском календару (241. у преступној години). До краја године има још 125 дана.

## Догађаји
- 475 — Западноримски војсковођа Флавије Орест свргао и протерао цара Јулија Непота и поставио на престо свог десетогодишњег сина Ромула Августула.
- 1619 — Фердинанд II постао је римско-немачки цар. Његова владавина је обележена борбом против протестантизма, што је подстакло ширење Тридесетогодишњег рата.
- 1805 — На скупштини устаничких старешина у Борку је донета одлука о оснивању Правитељствујушчег совјета сербског као централног органа власти у устаничкој Србији.
- 1849 — Аустријске трупе под командом Јохана Јозефа Радецког савладале су отпор Данијела Манина и заузеле Венецију, која је у марту 1848. прогласила независност. Аустријска власт одржала се до 1866. када је подручје Венеције припојено Краљевини Италији.
- 1850 — У Вајмару је први пут изведена опера Рихарда Вагнера „Лоенгрин“. Оркестром је дириговао Франц Лист.
- 1903 — Оснивачка скупштина Кола српских сестара
- 1910 — На свечаној седници Народне скупштине у Цетињу кнежевина Црна Гора проглашена краљевином, а кнез Никола I Петровић краљем.
- 1916 — Немачка је у Првом светском рату објавила рат Румунији, а Италија Немачкој.
- 1922 — Радио-станица WEAF у Њујорку емитовала је, први пут у свету, рекламни оглас који је трајао 10 минута.
- 1936 — Завршен шаховски турнир у Нотингему победом Михаила Ботвиника.
- 1944 — Последњи немачки војници у Марсељу у Француској предали су се у Другом светском рату Савезницима; ослобођен је Тулон.
- 1963 — Борац за људска права Мартин Лутер Кинг одржао је пред 200.000 учесника протестног „Марша слободе“ на Вашингтон говор под називом „Сањао сам сан“.
- 1973 — У земљотресу југозападно од Сиудад Мексика погинуло је више од 500, а рањено око 1000 људи.
- 1975 — Француска је послала војску и полицију на Корзику да угуше демонстрације на којима је тражена аутономија. Французи су купили Корзику од Дјенове 1768. и од тада је део француске државе изузев периода 1794 — 1796, када је острво било под британском окупацијом. Шездесетих година 20. века ојачао је покрет за аутономијом.
- 1985 — Почиње шаховски турнир у Тилбургу, Холандија.
- 1990 — Ирак је прогласио окупирани Кувајт 19. провинцијом Ирака.
- 1994 — На референдуму у Републици Српској 94% Срба изјаснило се против прихватања мировног плана Контакт групе за Босну и Херцеговину.
- 1995 — Од експлозије гранате на сарајевској пијаци Маркале погинуло је 37, а рањено 85 људи. Представници УН у Сарајеву оптужили су Србе за масакр цивила, а два дана касније авиони НАТО бомбардовали су положаје Војске Републике Српске. Ово намештено гранатирање било је повод за улазак НАТО пакта у рат против Републике Српске и наставак акције НАТО пакта и Хрватске против Републике Српске Крајине започете двадесетак дана раније. Тим акцијама потпуно је протерано српско становништво са територије Книнске Крајине, као и српско становништво из западних и југозападних делова Босне и Херцеговине. Република Српска је војнички поражена и била је принуђена да потпише мир у коме је изгубила више од трећине своје дотадашње територије.
- 2001 — Министарство унутрашњих послова Србије саопштило је да је из масовних гробница у Србији ископано више од 340 лешева за које се претпоставља да су жртве рата на Косову 1999. године.

## Рођења
- 1749 — Јохан Волфганг Гете, немачки писац, политичар, песник, научник, филозоф и политичар. (прем. 1832).
- 1914 — Милош Минић, учесник Народноослободилачке борбе, друштвено-политички радник СФРЈ и СР Србије, јунак социјалистичког рада и народни херој Југославије. (прем. 2003)
- 1916 — Чарлс Рајт Милс, амерички социолог. (прем. 1962)
- 1917 — Џек Кирби, амерички илустратор, писац и уређивач стрипова. (прем. 1994)
- 1925 — Доналд О’Конор, амерички глумац, певач и плесач. (прем. 2003)
- 1930 — Патријарх српски Иринеј, 45. врховни поглавар Српске православне цркве. (прем. 2020)
- 1931 — Растислав Јовић, српски глумац. (прем. 1997)
- 1937 — Драгољуб Пљакић, српски кошаркаш и кошаркашки тренер. (прем. 2011)
- 1940 — Роже Пенжон, француски бициклиста. (прем. 2017)
- 1949 — Светислав Пешић, српски кошаркаш и кошаркашки тренер.
- 1956 — Луис Гузман, америчко-порторикански глумац.
- 1957 — Иво Јосиповић, хрватски композитор, правник и универзитетски професор, трећи председник Хрватске.
- 1959 — Брајан Томпсон, амерички глумац.
- 1960 — Ема Самс, енглеска глумица и ТВ водитељка.
- 1961 — Џенифер Кулиџ, америчка глумица.
- 1962 — Чава Димитријевић, српски фудбалер. (прем. 2006)
- 1962 — Дејвид Финчер, амерички редитељ и продуцент.
- 1965 — Шанаја Твејн, канадска музичарка и глумица.
- 1966 — Хулен Лопетеги, шпански фудбалски голман и фудбалски тренер.
- 1968 — Били Бојд, шкотски глумац и музичар.
- 1969 — Џек Блек, амерички глумац, комичар и музичар.
- 1977 — Тодор Гечевски, македонски кошаркаш.
- 1979 — Наташа Војновић, српски модел и глумица.
- 1982 — Тијаго Мота, италијанско-бразилски фудбалер и фудбалски тренер.
- 1984 — Паула Фернандес, бразилска музичарка.
- 1986 — Џеф Грин, амерички кошаркаш.
- 1986 — Арми Хамер, амерички глумац.
- 1989 — Валтери Ботас, фински аутомобилиста, возач Формуле 1
- 1990 — Бојан Кркић, шпански фудбалер.
- 1991 — Марко Вешовић, црногорски фудбалер.
- 1991 — Андреја Пејић, аустралијски модел.[1]
- 2003 — Квавенжане Волис, америчка глумица и списатељица.

## Смрти
- 430 — Аурелије Августин, епископ и филозоф. (рођ. 354).
- 876 — Лудвиг II Немачки, краљ Источне Франачке (Немачке). (рођ. 804)
- 1645 — Хуго Гроцијус, холандски правник, писац и хуманиста. (рођ. 1583)
- 1839 — Вилијам Смит, енглески геолог. (рођ. 1769)
- 1942 — Сава Шумановић, српски сликар. (рођ. 1896)
- 1987 — Џон Хјустон, амерички филмски режисер. (рођ. 1906)
- 1991 — Герман, патријарх Српске православне цркве. (рођ. 1899)
- 2006 — Мелвин Шварц, амерички физичар, добитник Нобелове награде за физику. (рођ. 1932)
- 2020 — Чедвик Боузман, афроамерички глумац (рођ. 1976)[2]

## Празници и дани сећања
- Велика Госпојина - Успење Пресвете Богородице, велики број породица, цркава и манастира СПЦ слави овај празник као своју славу.
- 1910 — На свечаној седници Народне скупштине у Цетињу, кнежевина Црна Гора је проглашена краљевином, а кнез Никола I Петровић краљем.